# US Open 2011
Die 131. US Open fanden vom 29. August bis 12. September 2011 im USTA Billie Jean King National Tennis Center im Flushing-Meadows-Park in New York, USA statt.

## Herreneinzel
Setzliste
| Nr. | Spieler            | Erreichte Runde |
| --- | ------------------ | --------------- |
| 01. | Novak Đoković      | Sieg            |
| 02. | Rafael Nadal       | Finale          |
| 03. | Roger Federer      | Halbfinale      |
| 04. | Andy Murray        | Halbfinale      |
| 05. | David Ferrer       | Achtelfinale    |
| 06. | Robin Söderling    | Rückzug         |
| 07. | Gaël Monfils       | 2. Runde        |
| 08. | Mardy Fish         | Achtelfinale    |
| 09. | Tomáš Berdych      | 3. Runde        |
| 10. | Nicolás Almagro    | 1. Runde        |
| 11. | Jo-Wilfried Tsonga | Viertelfinale   |
| 12. | Gilles Simon       | Achtelfinale    |
| 13. | Richard Gasquet    | 2. Runde        |
| 14. | Stanislas Wawrinka | 2. Runde        |
| 15. | Viktor Troicki     | 1. Runde        |
| 16. | Michail Juschny    | 1. Runde        |

| Nr. | Spieler               | Erreichte Runde |
| --- | --------------------- | --------------- |
| 17. | Jürgen Melzer         | 2. Runde        |
| 18. | Juan Martín del Potro | 3. Runde        |
| 19. | Fernando Verdasco     | 3. Runde        |
| 20. | Janko Tipsarević      | Viertelfinale   |
| 21. | Andy Roddick          | Viertelfinale   |
| 22. | Oleksandr Dolhopolow  | Achtelfinale    |
| 23. | Radek Štěpánek        | 2. Runde        |
| 24. | Juan Ignacio Chela    | 3. Runde        |
| 25. | Feliciano López       | 3. Runde        |
| 26. | Florian Mayer         | 3. Runde        |
| 27. | Marin Čilić           | 3. Runde        |
| 28. | John Isner            | Viertelfinale   |
| 29. | Michaël Llodra        | 2. Runde        |
| 30. | Ivan Ljubičić         | 2. Runde        |
| 31. | Marcel Granollers     | 3. Runde        |
| 32. | Ivan Dodig            | 1. Runde        |

## Dameneinzel
Setzliste
| Nr. | Spielerin           | Erreichte Runde |
| --- | ------------------- | --------------- |
| 01. | Caroline Wozniacki  | Halbfinale      |
| 02. | Wera Swonarjowa     | Viertelfinale   |
| 03. | Marija Scharapowa   | 3. Runde        |
| 04. | Wiktoryja Asaranka  | 3. Runde        |
| 05. | Petra Kvitová       | 1. Runde        |
| 06. | Li Na               | 1. Runde        |
| 07. | Francesca Schiavone | Achtelfinale    |
| 08. | Marion Bartoli      | 2. Runde        |
| 09. | Samantha Stosur     | Sieg            |
| 10. | Andrea Petković     | Viertelfinale   |
| 11. | Jelena Janković     | 3. Runde        |
| 12. | Agnieszka Radwańska | 2. Runde        |
| 13. | Shuai Peng          | Achtelfinale    |
| 14. | Dominika Cibulková  | 2. Runde        |
| 15. | Swetlana Kusnezowa  | Achtelfinale    |
| 16. | Ana Ivanović        | Achtelfinale    |

| Nr. | Spielerin                    | Erreichte Runde |
| --- | ---------------------------- | --------------- |
| 17. | Anastassija Pawljutschenkowa | Viertelfinale   |
| 18. | Roberta Vinci                | 3. Runde        |
| 19. | Julia Görges                 | 3. Runde        |
| 20. | Yanina Wickmayer             | 2. Runde        |
| 21. | Daniela Hantuchová           | 1. Runde        |
| 22. | Sabine Lisicki               | Achtelfinale    |
| 23. | Shahar Peer                  | 2. Runde        |
| 24. | Nadja Petrowa                | 3. Runde        |
| 25. | Marija Kirilenko             | Achtelfinale    |
| 26. | Flavia Pennetta              | Viertelfinale   |
| 27. | Lucie Šafářová               | 3. Runde        |
| 28. | Serena Williams              | Finale          |
| 29. | Jarmila Gajdošová            | 2. Runde        |
| 30. | Anabel Medina Garrigues      | 3. Runde        |
| 31. | Kaia Kanepi                  | 2. Runde        |
| 32. | María José Martínez Sánchez  | 1. Runde        |

## Herrendoppel
Setzliste
| Nr. | Paarung                              | Erreichte Runde |
| --- | ------------------------------------ | --------------- |
| 01. | Bob Bryan Mike Bryan                 | 1. Runde        |
| 02. | Maks Mirny Daniel Nestor             | 2. Runde        |
| 03. | Michaël Llodra Nenad Zimonjić        | Achtelfinale    |
| 04. | Mahesh Bhupathi Leander Paes         | Viertelfinale   |
| 05. | Rohan Bopanna Aisam-ul-Haq Qureshi   | Halbfinale      |
| 06. | Mariusz Fyrstenberg Marcin Matkowski | Finale          |
| 07. | Robert Lindstedt Horia Tecău         | Viertelfinale   |
| 08. | Eric Butorac Jean-Julien Rojer       | 2. Runde        |

| Nr. | Paarung                            | Erreichte Runde |
| --- | ---------------------------------- | --------------- |
| 09. | Jürgen Melzer Philipp Petzschner   | Sieg            |
| 10. | Christopher Kas Alexander Peya     | 1. Runde        |
| 11. | František Čermák Filip Polášek     | 1. Runde        |
| 12. | Marcelo Melo Bruno Soares          | 2. Runde        |
| 13. | Marcel Granollers Marc López       | Achtelfinale    |
| 14. | Juan Ignacio Chela Eduardo Schwank | 2. Runde        |
| 15. | Mark Knowles Xavier Malisse        | Achtelfinale    |
| 16. | Scott Lipsky Rajeev Ram            | 1. Runde        |

## Damendoppel
Setzliste
| Nr. | Paarung                          | Erreichte Runde |
| --- | -------------------------------- | --------------- |
| 01. | Květa Peschke Katarina Srebotnik | Viertelfinale   |
| 02. | Gisela Dulko Flavia Pennetta     | Achtelfinale    |
| 03. | Vania King Jaroslawa Schwedowa   | Finale          |
| 04. | Liezel Huber Lisa Raymond        | Sieg            |
| 05. | Marija Kirilenko Nadja Petrowa   | Halbfinale      |
| 06. | Sania Mirza Jelena Wesnina       | Achtelfinale    |
| 07. | Shuai Peng Zheng Jie             | 1. Runde        |
| 08. | Andrea Hlaváčková Lucie Hradecká | Viertelfinale   |

| Nr. | Paarung                                             | Erreichte Runde |
| --- | --------------------------------------------------- | --------------- |
| 09. | Iveta Benešová Barbora Záhlavová-Strýcová           | Viertelfinale   |
| 10. | Chan Yung-jan Anastasia Rodionova                   | 1. Runde        |
| 11. | Natalie Grandin Vladimíra Uhlířová                  | 1. Runde        |
| 12. | María José Martínez Sánchez Anabel Medina Garrigues | Achtelfinale    |
| 13. | Chuang Chia-jung Wolha Hawarzowa                    | 1. Runde        |
| 14. | Nuria Llagostera Vives Arantxa Parra Santonja       | 2. Runde        |
| 15. | Sara Errani Roberta Vinci                           | Viertelfinale   |
| 16. | Jarmila Gajdošová Bethanie Mattek-Sands             | Achtelfinale    |

## Mixed
Setzliste
| Nr. | Paarung                            | Erreichte Runde |
| --- | ---------------------------------- | --------------- |
| 01. | Liezel Huber Bob Bryan             | Achtelfinale    |
| 02. | Katarina Srebotnik Daniel Nestor   | Achtelfinale    |
| 03. | Jaroslawa Schwedowa Maks Mirny     | 1. Runde        |
| 04. | Květa Peschke Aisam-ul-Haq Qureshi | Rückzug         |

| Nr. | Paarung                      | Erreichte Runde |
| --- | ---------------------------- | --------------- |
| 05. | Vania King Rohan Bopanna     | 1. Runde        |
| 06. | Sania Mirza Mahesh Bhupathi  | 1. Runde        |
| 07. | Jelena Wesnina Leander Paes  | Halbfinale      |
| 08. | Gisela Dulko Eduardo Schwank | Finale          |

## Junioreneinzel
Setzliste
| Nr. | Spieler          | Erreichte Runde |
| --- | ---------------- | --------------- |
| 01. | Jiří Veselý      | Finale          |
| 02. | Luke Saville     | 1. Runde        |
| 03. | Björn Fratangelo | Achtelfinale    |
| 04. | Hugo Dellien     | Achtelfinale    |
| 05. | Thiago Monteiro  | 1. Runde        |
| 06. | Filip Horanský   | Viertelfinale   |
| 07. | Dominic Thiem    | 1. Runde        |
| 08. | Mate Pavić       | 1. Runde        |

| Nr. | Spieler            | Erreichte Runde |
| --- | ------------------ | --------------- |
| 09. | Liam Broady        | Achtelfinale    |
| 10. | George Morgan      | Halbfinale      |
| 11. | Andrew Whittington | 1. Runde        |
| 12. | Patrick Ofner      | 1. Runde        |
| 13. | Oliver Golding     | Sieg            |
| 14. | João Pedro Sorgi   | 2. Runde        |
| 15. | Matías Sborowitz   | 2. Runde        |
| 16. | Jeson Patrombon    | 1. Runde        |

## Juniorinneneinzel
Setzliste
| Nr. | Spielerin           | Erreichte Runde |
| --- | ------------------- | --------------- |
| 01. | Caroline Garcia     | Finale          |
| 02. | Irina Chromatschowa | 1. Runde        |
| 03. | Ashleigh Barty      | Halbfinale      |
| 04. | Eugenie Bouchard    | 2. Runde        |
| 05. | Darja Gawrilowa     | 2. Runde        |
| 06. | Julija Putinzewa    | Viertelfinale   |
| 07. | Montserrat González | 1. Runde        |
| 08. | Natalija Kostić     | 1. Runde        |

| Nr. | Spielerin                 | Erreichte Runde |
| --- | ------------------------- | --------------- |
| 09. | Indy de Vroome            | 1. Runde        |
| 10. | Annika Beck               | 2. Runde        |
| 11. | Victoria Bosio            | 2. Runde        |
| 12. | Madison Keys              | 2. Runde        |
| 13. | Anett Kontaveit           | 2. Runde        |
| 14. | Jessica Pegula            | 2. Runde        |
| 15. | Jesika Malečková          | 1. Runde        |
| 16. | Anna Karolína Schmiedlová | 2. Runde        |

## Juniorendoppel
Setzliste
| Nr. | Paarung                         | Erreichte Runde |
| --- | ------------------------------- | --------------- |
| 01. | Filip Horanský Jiří Veselý      | Halbfinale      |
| 02. | Luke Saville Andrew Whittington | Viertelfinale   |
| 03. | George Morgan Dominic Thiem     | Halbfinale      |
| 04. | Liam Broady Oliver Golding      | Viertelfinale   |

| Nr. | Paarung                         | Erreichte Runde |
| --- | ------------------------------- | --------------- |
| 05. | Mate Pavić João Pedro Sorgi     | Viertelfinale   |
| 06. | Hugo Dellien Diego Hidalgo      | Viertelfinale   |
| 07. | Thiago Monteiro Bruno Sant’Anna | Achtelfinale    |
| 08. | Patrick Ofner Matías Sborowitz  | 1. Runde        |

## Juniorinnendoppel
Setzliste
| Nr. | Paarung                            | Erreichte Runde |
| --- | ---------------------------------- | --------------- |
| 01. | Indy de Vroome Julija Putinzewa    | 1. Runde        |
| 02. | Victoria Bosio Montserrat González | Viertelfinale   |
| 03. | Ashleigh Barty Domenica Gonzalez   | Achtelfinale    |
| 04. | Victoria Duval Anett Kontaveit     | 1. Runde        |

| Nr. | Paarung                                  | Erreichte Runde |
| --- | ---------------------------------------- | --------------- |
| 05. | Madison Keys Grace Min                   | Viertelfinale   |
| 06. | Irina Chromatschowa Demi Schuurs         | Sieg            |
| 07. | Klára Fabíková Anna Karolína Schmiedlová | Achtelfinale    |
| 08. | Jesika Malečková Aljaksandra Sasnowitsch | Halbfinale      |

## Herreneinzel-Rollstuhl
Setzliste
| Nr. | Spieler          | Erreichte Runde |
| --- | ---------------- | --------------- |
| 01. | Shingo Kunieda   | Sieg            |
| 02. | Maikel Scheffers | Halbfinale      |

## Dameneinzel-Rollstuhl
Setzliste
| Nr. | Spielerin       | Erreichte Runde |
| --- | --------------- | --------------- |
| 01. | Esther Vergeer  | Sieg            |
| 02. | Jiske Griffioen | Halbfinale      |

## Herrendoppel-Rollstuhl
Setzliste
| Nr. | Paarung                        | Erreichte Runde |
| --- | ------------------------------ | --------------- |
| 01. | Maikel Scheffers Ronald Vink   | Finale          |
| 02. | Stéphane Houdet Nicolas Peifer | Sieg            |

## Damendoppel-Rollstuhl
Setzliste
| Nr. | Paarung                        | Erreichte Runde |
| --- | ------------------------------ | --------------- |
| 01. | Esther Vergeer Sharon Walraven | Sieg            |
| 02. | Jiske Griffioen Aniek van Koot | Finale          |